# Mršelj
Mršelj (en serbe cyrillique : Мршељ) est un village de Serbie situé dans la municipalité de Prokuplje, district de Toplica. Au recensement de 2011, il comptait 91 habitants.

## Démographie

### Évolution historique de la population
| 1948 | 1953 | 1961 | 1971 | 1981 | 1991 | 2002 | 2011 |
| ---- | ---- | ---- | ---- | ---- | ---- | ---- | ---- |
| 512  | 515  | 455  | 357  | 271  | 217  | 164  | 91   |

|  |